# Ude på landet
Ude på landet er en kortfilm instrueret af Andreas Steen Sørensen efter manuskript af Rasmus Frøkjær Justesen.

## Handling
Ægteparret Elin og Eske driver en gård et sted i Jylland, hvor naturen danner rammen om deres liv, omend det ikke altid er lige idyllisk.